# Ordorf
Ordorf ist ein Ortsteil der Ortsgemeinde Dudeldorf im Eifelkreis Bitburg-Prüm in Rheinland-Pfalz.

## Geographische Lage
Ordorf liegt nördlich von Dudeldorf an einer westlich verlaufenden Hanglage. Der Ortsteil ist heute nur noch teilweise durch einen Grünstreifen vom Hauptort getrennt. Nördlich von Ordorf kreuzen sich der Zwergenbach und der Langenbach. Zudem trifft der Mühlenteich-Bach auf den Langenbach und fließt in Richtung Dudeldorf weiter. Ordorf ist von kleinen Wäldern und einigen landwirtschaftlichen Nutzflächen geprägt.

## Geschichte
Wie auch beim Hauptort Dudeldorf geht man heute von einer frühen Entstehung Ordorfs aus. Frühester Beleg für eine Siedlung ist der Fund von zahlreichen Relikten aus der Zeit der Römer. Hierzu zählen eine römische Siedlungsstelle mit römischen Gräbern nordwestlich von Ordorf sowie ein Trainingscircus, ebenfalls an dieser Stelle. Auch die Kirche St. Martin bestand in Teilen bereits im Barock. Eine frühe Besiedelung erscheint zudem vor allem aufgrund der Lage des Ortes sowie aufgrund einer existierenden Quelle als sehr wahrscheinlich. Diese ist mittlerweile versiegt und nur noch symbolisch als Entnahmestelle für Wasser erhalten.

## Kultur und Sehenswürdigkeiten
Siehe auch: Liste der Kulturdenkmäler in Dudeldorf

### Bauwerke
Ordorf verfügt über zahlreiche historische Bauwerke, die zu einem Großteil noch erhalten sind und heute unter Denkmalschutz stehen. Besonders sehenswert ist die Pfarrkirche St. Martin. Diese wurde 1927 und 1928 erbaut. Hierbei bezog man den noch erhaltenen barocken Turm der Vorgängerkirche sowie den spätgotischen Chor mit ein. Zur Kirche gehört auch das Pfarrhaus Ordorf. Es handelt sich um einen stattlichen Bau mit typischem Treppengiebel und wurde 1730 erbaut.

#### Kapellen
In Ordorf befinden sich drei Kapellen. Eine gehört zur Friedhofsanlage. Es handelt sich um einen Bau aus den Anfängen des 19. Jahrhunderts mit einem Krüppelwalmdach und drei barocken Reliefs in der Stirnwand. Die zweite Kapelle befindet sich am nördlichen Ortsrand. Hierbei handelt es sich um einen recht einfachen und fensterlosen Rechteckbau aus dem 18. Jahrhundert. Von außen auffällig ist das Rundbogenportal, welches im Inneren der Kapelle in ein Tonnengewölbe mündet. Ebenfalls im Inneren befindet sich ein Altarblock mit einem schlichten Kruzifix und zwei kleinen Figurennischen in der Rückwand des Baus. Die dritte Kapelle befindet sich nordöstlich des Ortes auf dem sogenannten Flürchesberg. Es handelt sich um einen rechteckigen Bau mit aufwendigem Treppengiebel. Laut Inschrift im Rundbogen des Eingangs wurde das Gebäude 1856 renoviert, stammt aber wohl aus dem 18. Jahrhundert. Im Inneren befindet sich ein gemauerter Altar und eine Figurennische aus der Epoche der Gotik.

#### Ordorfer Mühle
Am östlichen Ende von Ordorf befindet sich die ehemalige Mühle des Ortes. Das 1889 erbaute Gebäude wurde aus Resten einer Vorgänger-Mühle erbaut. Am ältesten ist die Scheune der Anlage, welche auf 1875 datiert ist. Bemerkenswert ist die bis heute erhaltene Wasserversorgung der Mühle durch eine gusseiserne Rohrleitung, die auf einem gemauerten Damm montiert ist und von Nordosten bis zur Mühle reicht.

#### Versiegte Quelle
Im Ortsteil Ordorf gibt es ferner eine Quelle, die allerdings vor geraumer Zeit versiegte. Erhalten geblieben ist der Ort der Wasserentnahme. Dieser wurde mit einem gusseisernen Zaunelement und einer Ummauerung aufgewertet und befindet sich heute in unmittelbarer Nähe zur Ortsdurchfahrt von Ordorf.

#### Eisenbahnbrücke
Über den Langbach verläuft eine aus regelmäßigen roten Sandsteinquadern erbaute, einbogige Eisenbahnbrücke. Diese wurde für die Philippsheim-Binsfeld Schmalspurbahn erbaut und stammt aus der Zeit um 1900. Die Bahnverbindung wurde 1965 stillgelegt.

#### Vermuteter Römischer Trainingscircus
Nordwestlich von Ordorf vermutet man einen römischen Trainingscircus, der für den Circus in Trier genutzt wurde. Noch heute sind zahlreiche Spuren in der entsprechenden landwirtschaftlich genutzten Fläche sichtbar. Diese Umrisse der ehemaligen Anlage stechen innerhalb der Bepflanzung deutlich und auffallend klar hervor.

### Grünflächen und Naherholung
An den Ortsteil grenzt ein Wanderweg aus Richtung Dudeldorf an, welcher eine Länge von rund 8 km aufweist. Dieser führt entlang alter Bahntrassen bis zur Kyll und anschließend als Rundweg wieder zurück.

## Wirtschaft und Infrastruktur

### Unternehmen
In Ordorf sind mehrere Unternehmen ansässig. Es gibt ein Busunternehmen, ein Medizin-Zentrum, eine Bierhandlung und eine Pension.

### Verkehr
Ordorf ist hauptsächlich durch die westlich verlaufende L 38 erschlossen. Durch den Ort selbst führt die Ordorfer Straße.
Es existiert eine regelmäßige Busverbindung bis Dudeldorf.